# نيل إينغليز
نيل إينغليز (بالإنجليزية: Neil Inglis)‏ هو لاعب كرة قدم بريطاني في مركز حراسة المرمى، ولد في 10 سبتمبر 1974 في غلاسكو في المملكة المتحدة. لعب مع نادي كلايدبانك ‏.

## وصلات خارجية
- نيل إينغليز على موقع Soccerbase.com (لاعب) (الإنجليزية)